# Tetrica curvicosta
Tetrica curvicosta är en insektsart som beskrevs av Jacobi 1928. Tetrica curvicosta ingår i släktet Tetrica och familjen sköldstritar. Inga underarter finns listade i Catalogue of Life.